# Scaldicetus
A Scaldicetus az emlősök (Mammalia) osztályának párosujjú patások (Artiodactyla) rendjébe, ezen belül az ámbráscetfélék (Physeteridae) családjába tartozó fosszilis nem.

## Tudnivalók
A Scaldicetus-fajok a nagy ámbráscetnek (Physeter macrocephalus) a fosszilis rokonai. A koponyájuk és fogazatuk nagyon hasonlított a ma is élő fajéra. Ezek az állatok a kora miocén és a középső pleisztocén korszakok között éltek, körülbelül 20,4-1,8 millió évvel ezelőtt. Maradványaikat az Amerikai Egyesült Államoktól Japánig, Perutól Ausztráliáig, továbbá Európáig találták meg.

## Rendszerezés
A nembe az alábbi 2 faj tartozik (korábban 9-12 fajt soroltak ide, azonban idővel kettő kivételével a többit áthelyezték más nemekbe):
- Scaldicetus caretti du Bus, 1867 - típusfaj
- Scaldicetus grandis (du Bus, 1872)

## Képek

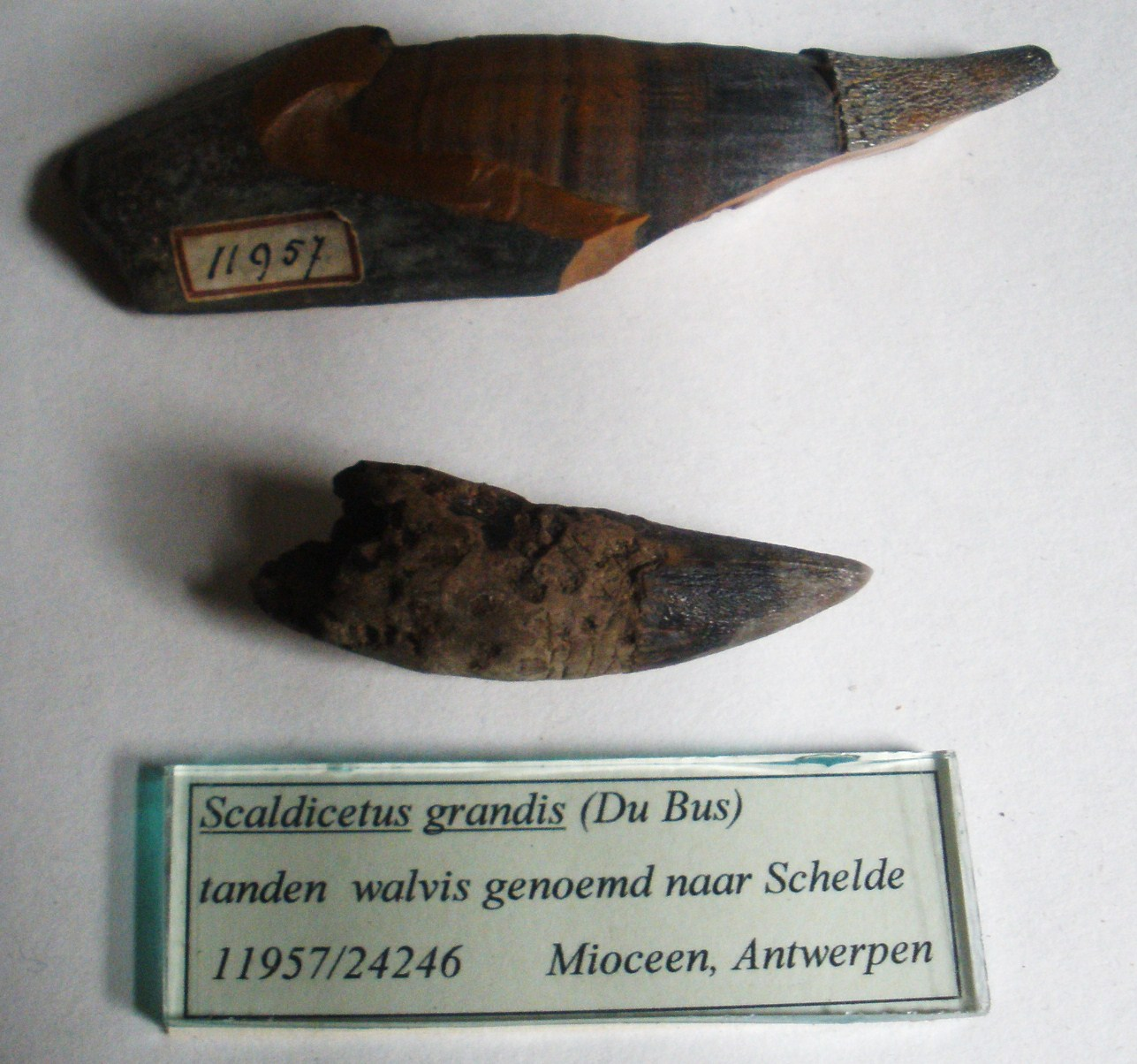
A Scaldicetus grandis fogai
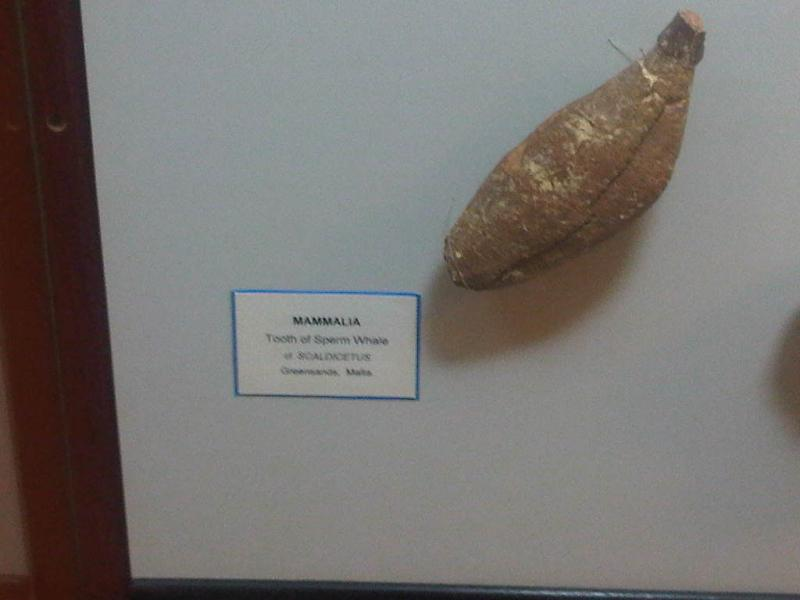
Egy Scaldicetus-faj foga

### Fordítás
- Ez a szócikk részben vagy egészben  a   Scaldicetus című angol Wikipédia-szócikk ezen változatának fordításán alapul.  Az eredeti cikk szerkesztőit annak laptörténete sorolja fel. Ez a jelzés csupán a megfogalmazás eredetét és a szerzői jogokat jelzi, nem szolgál a cikkben szereplő információk forrásmegjelöléseként.
- Ez a szócikk részben vagy egészben  a   Scaldicetus című francia Wikipédia-szócikk ezen változatának fordításán alapul.  Az eredeti cikk szerkesztőit annak laptörténete sorolja fel. Ez a jelzés csupán a megfogalmazás eredetét és a szerzői jogokat jelzi, nem szolgál a cikkben szereplő információk forrásmegjelöléseként.